# 정기관

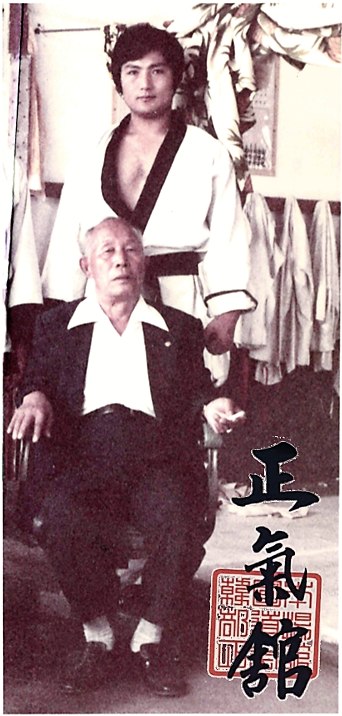
정기관에서 최용술 합기도 도주와 임현수 총사

정기관 (正氣館)은 대한 합기도 도주(道主) 최용술(崔龍述, Choi Yong-Sul 이하 도주) 로부터 9단(2호, 1983년)을 받은 청석(靑石) 임현수(林鉉洙) 총사(이하 총사)에 의하여 1974년 대한민국 대구에서 설립되어 해외 8개국에서 현지인들에 의하여 25개 지부가 개설되어 현재에 이르고 있다.

총사는 대구에서 대학에 다니던 1965년 도주의 도장에 입문을 하여 도주의 제자인 김영재 사범의 '영무관'에서 사범을 역임 한다. 1972년 도주의 도장으로 돌아와 특별 개인지도를 받으며 수련을 이어 간다.

1985년 2대 도주 장진일 의 승계식을 총사와 정기관의 인사들이 주관하였고, 도주가 사망한 1986년까지 최측근으로 스승을 보좌 한다.

정기관의 합기도는 총사가 도주에게 배운 기술들과 수련 체계를 정기합기도(正氣合氣道)라는 명칭으로 이어가고 있으며, 거합도는 일본의 고류거합(古流居合)의 한 유파인 무쌍직전영신류(無雙直伝英信流 / Musō Jikiden Eishin-ryū) 와 총사가 각고의 수련과 연구 끝에 창시한 청석거합도(靑石居合道)를 함께 수련하고 있다.

## 총본관/세계본부 소재지
1. 1974년 10월 ~ 1981년 10월

  대구광역시 중구 명덕로 35길 112 

  (지번) 남산동 613-24 남문시장 옥풍빌딩 4층

2. 1982년 7월 ~ 2005년 6월

  대구광역시 중구 달구벌대로 2143 

  (지번) 삼덕동1가 39-14 백광빌딩 4층

3. 2005년 6월 ~ 2020년 현재

  대구광역시 중구 이천로 184-6 4층 

  (지번) 대봉2동 727-25

## 국내 지부 설립 현황

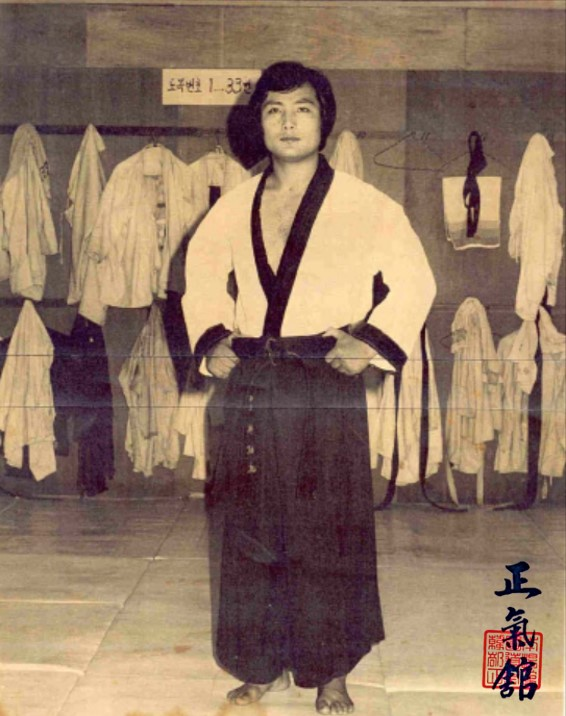
1976년 정기관 임현수 총사

1. 1976년 2월 ~ 1978년

 경상북도 군위군   대표: 이용희

2. 1976년 3월 ~ 1979년

 대구광역시 수성구                           대표: 김재현

3. 1986년 5월 ~ 1994년

 대구광역시 달서구 송현동                  대표: 정명교

4. 1987년 3월 ~ 1990년

 대구광역시 수성구                           대표: 김성수

5. 1991년 7월 ~ 1993년

 대구광역시 북 구 칠성동      대표: 임덕택

6. 1997년 6월 ~ 1999년

 경상북도   상주시                         대표: 김재문

7. 1993년 4월 ~ 1998년

 대구광역시 북 구 칠곡동                대표: 신동원

8. 2019년 10월 ~ 현재

 경기도 수원시                대표: 신동원

## 정기합기도 국내 주요 유단자 명단
- 김재현 5단  1대 수석사범
- 이재영 4단  2대 수석사범
- 조규덕 7단  3대 수석사범
- 이순성 6단  4대 수석사범
- 김만수 7단  5대 수석사범 / 부관장
- 신동원 8단  세계본부 수석사범
- 강원기 7단  세계본부 책임사범
- 이영구 5단  세계본부 사무국장
- 김성웅 6단  임덕택 6단  장병윤 6단  이용희 6단
- 전영철 5단  박준희 5단  노홍균 5단
- 오승현 4단  김종관 4단
- 이동화 3단  김진용 3단  박용건 3단  (2021년 2월 20일 수정)

## 청석거합도 국내 주요 유단자 명단
- 이영구 9단  세계본부 수석사범
- 신동원 7단  세계본부 사범
- 김성인 6단  세계본부 사범
- 강원기 6단  세계본부 사범
- 박정규 5단
- 조규덕 5단
- 양승학 5단  세계본부 사범
- 김영각 5단  세계본부 사범
- 이재열 5단  세계본부 사범
- 옥중식 4단  세계본부 사범
- 한승호 4단  세계본부 사범
- 이동화 3단  세계본부 사범
- 이인호 3단  세계본부 사범  (2021년 2월 20일 수정)

## 국가별 주요 지도자
2020년 현재 미국, 스웨덴, 스페인, 프랑스, 네덜란드, 영국에 현지인 사범들에 의하여 지부가 설립되어 있다. 그리고 유단자는 9개국 (미국, 영국, 스웨덴, 스페인, 프랑스, 네덜란드, 쿠바, 호주, 싱가포르)에 분포되어 있다.

1992년 7월부터 매년 각국에서 4~5개팀이 입국하여 대한민국 대구의 세계본부에서 총사로부터 지도를 받고 있다. 또한 매년 총사가 미주지역과 유럽지역의 지부를 순방하여 각 지부의 사범들과 일반 수련생들을 대상으로 합기도와 거합도의 수련을 지도 한다.

| 국가              | 주 / 도시                                   | 주요 지도자                                                             | 보유 단                       |
| ----------------- | ------------------------------------------- | ----------------------------------------------------------------------- | ----------------------------- |
| France            | Nantes                                      | Master Olivier Lahuby                                                   | 정기합기도 4단 청석거합도 3단 |
| France            | Nantes                                      | Instructor Nicolas Bordron                                              | 정기합기도 3단                |
| France            | Nantes                                      | Instructor Vincent Le Squere                                            | 정기합기도 3단                |
| Netherlands       | Hellevoetsluis                              | Master Ronald Verheuvel                                                 | 정기합기도 5단 청석거합도 2단 |
| Republic Of Korea | Daegu Metropolitan City Jungkikwan World HQ | HQ Secretary General Chungsuk Kuhapdo Chief Master 이영구 Lee, Young Gu | 정기합기도 5단 청석거합도 7단 |
| Republic Of Korea | Daegu Metropolitan City Jungkikwan World HQ | Instructor Rodney Simmons                                               | 정기합기도 3단                |
| Republic Of Korea | Suwon, Gyeonggi-do                          | Jungki Hapkido Chief Master 신동원 Shin, Dong Won                       | 정기합기도 8단 청석거합도 7단 |
| Republic Of Korea | Chuncheon, Gangwon-do                       | Chungsuk Kuhapdo Master 김성인 Gim, Sung In                             | 청석거합도 6단                |
| Spain             | Seville                                     | Master Javier Romero                                                    | 정기합기도 5단                |
| Spain             | Seville                                     | Instructor Victor Gonzalez Cano                                         | 정기합기도 3단                |
| Sweden            | Göteborg                                    | Head master Yu Ping Kwong                                               | 정기합기도 8단                |
| Sweden            | Stockholm                                   | Head master Dick Skantz                                                 | 정기합기도 7단                |
| Sweden            | Stockholm                                   | Instructor Mathias Diaz Sjö                                             | 정기합기도 4단                |
| Sweden            | Stockholm                                   | Instructor Mario Ramirez                                                | 정기합기도 4단                |
| Sweden            | Borås                                       | Master Jonas Anderson                                                   | 정기합기도 5단                |
| Sweden            | Malmö                                       | Master Johan Enehor                                                     | 정기합기도 4단                |
| U S A             | Massachusetts / Southwick                   | Head Master Brian Labodycz                                              | 정기합기도 7단 청석거합도 4단 |
| U S A             | Massachusetts / Southwick                   | Instructor Joe Rivera                                                   | 정기합기도 3단 청석거합도 2단 |
| U S A             | Massachusetts / Southwick                   | Instructor Kyle Henebry                                                 | 정기합기도 3단                |
| U S A             | New Jersy / Wayne                           | Head Master Michael D’A loia                                            | 정기합기도 7단 청석거합도 4단 |
| U S A             | New Jersy / Wayne                           | Master Carl Larson                                                      | 정기합기도 5단                |
| U S A             | New Jersy / Wayne                           | Instructor Roque Hagopian                                               | 정기합기도 4단                |
| U S A             | New Jersy / Wayne                           | Instructor Tim Birbiglia                                                | 정기합기도 4단 청석거합도 2단 |
| U S A             | New Jersy / Wayne                           | Instructor Richard Nelson                                               | 정기합기도 4단                |
| U S A             | New Jersy / Wayne                           | Instructor James Moss                                                   | 정기합기도 4단                |
| U S A             | New Jersy / Wayne                           | Instructor Joseph Zisa                                                  | 정기합기도 4단                |
| U S A             | Maine / Yarmouth                            | Head Master Sheryl Glidden                                              | 정기합기도 7단 청석거합도 4단 |
| U S A             | New Hampshire / Portsmouth                  | Head master Stuart Emery                                                | 정기합기도 6단 청석거합도 4단 |
| U S A             | New Hampshire / Portsmouth                  | Instructor Barry Flint                                                  | 정기합기도 4단                |
| U S A             | Massachusetts / Warren                      | Master Willliam May                                                     | 정기합기도 6단 청석거합도 4단 |
| U S A             | Florida / Orange Park                       | Master Kevin Sogor                                                      | 정기합기도 6단 청석거합도 2단 |
| U S A             | Massachusetts / Athol                       | Instructor Bryan Lagimoniere                                            | 정기합기도 3단                |
| U S A             | Massachusetts / Athol                       | Instructor Fred Hunt                                                    | 정기합기도 5단                |
| U S A             | Connecticut / Straford                      | Master Chris LaCava                                                     | 정기합기도 4단                |
| U S A             | New Jersey / Howell                         | Instructor Brian McCann                                                 | 정기합기도 3단                |
| U S A             | Washington / Seattle                        | Master 김남형 Kim, Nam Hyoung                                           | 청석거합도 4단                |

## 연도별 주요 연보
- 1965년 6월

영남대학교에 재학 중이던 임현수 총사는 대구의 서성로에 위치하고 있던 최용술 도주의 도장에서 합기도 수련을 시작 한다. 당시 입관을 하게 되면 도장의 사범들의 지도와 선배들의 도움으로 수련이 진행되었고 이후 도주가 점검을 하는 방식이었다. 그래서 도주로부터 직접 정확한 기술의 원리에 대해서 배운다는 것은 쉽지 않은 상황이었다.
- 1966년 10월

도주는 도장내에서 엄격한 성품으로 일반 수련생들이 상대하기 어려웠으나 수석사범 김영재는 친절하고 온화한 성품으로 젊은 수련생들과 관계가 원만하였다. 김영재 사범이 자신의 도장  ‘영무관’  을 개관하게 하면서 그에게 지도를 받으며 따랐던 수련생들이 함께 이전을 한다. 이런 상황에서 총사도 김영재 사범에게 주로 지도를 받았던 관계로 ‘영무관’에서 수련 및 사범을 시작하여 1972년까지 역임 한다.
- 1969년 2월

총사는 일본 검도 서적에서 ‘合氣’ 란 칼과 칼이 마주쳐 상반되게 견주고 있는 힘의 원리라는 내용을 발견하고 이후 합기도의 깊이 있는 수련을 위하여 칼에 대한 이해를 얻고자 검도 수련을 시작 한다. 도주는 생전 총사에게  “맨손으로 하면 합기도이고 칼을 잡으면 검술이다.”  라는 이야기를 한다.
- 1972년 6월

합기도의 원리를 보다 정확하게 습득하기 위하여 김영재 관장에게 이야기를 하고 도주의 도장으로 돌아와 개인 지도를 받으며 수련을 시작 한다. 도주의 도장에서 수련을 재개하며 ‘선생님의 가르침에 끝까지 순응하며 절대 배신 행위를 하지 않으며, 이를 어길 때는 생사유무를 포함하여 어떠한 처벌도 감수 하겠다'는 내용의 서약서를 작성하고 검도 사범이었던 윤병일 선생이 서약 보증인을 한다.
- 1974년 10월 24일

총사가 스승인 도주의 허락을 받아 대구광역시 남구 남산동 남문시장 옥풍빌딩 4층에 자신의 도장인 정기관(正氣館)을 개관 한다. 합기도부(수석사범 김재현)와 검도부(사범 윤병일)로 구성하여 정통 무도의 보급에 전념 한다.
정기관 행사의 최용술 도주와 임현수 총사
- 1975년 6월

사회인 검도단체인 정검회(正劍會, 회장 윤병일)를 발족하여 매주 일요일마다 합동수련을 하였으며 전일본검도연맹의 제정거합을 수련 한다.
- 1976년

1974년 개관이후 총사는 당시 직함으로 ‘관장' 을 사용하다 지부가 생기는 1976년부터 '총관장' 을 사용 한다.
- 1976년 5월 21일

첫 승단 심사를 실시하여 조용호 , 김두환 , 전외석 , 변점식 이상 네명의 합기도 유단자를 배출하게 된다. 당시 이들에게는 최용술 도주 명의의 단증과 임현수 총사 명의의 단증을 함께 발급 한다. 이후 1976년 8월 승단 심사와 1976년12월 심사는 도주 명의의 단증과 총사 명의의 단증을 선별하여 발급하다가 1977년 5월16일 심사부터는 총사 명의의 단증만 발급을 한다.
- 1976년 6월

도주는 대구시 중구 종로에 위치한 자신의 도장을 정리하며 집기를 정기관으로 옮긴다. 이후 정기관으로 일주일에 4~6일씩 나와서 자신을 찾아온 국내 및 해외의 합기도 사범, 경찰, 중앙정보부요원 들을 대상으로 지도 활동을 지속 한다. 도주에게 기술을 배우기 위하여 찾아온 사람들의 실질적인 기술 지도는 총사에 의하여 이루어진다.
최용술 도주와 임현수 총사의 일상
- 1977년 7월

총사는 도주로부터 특별지도를 받기 시작하여 1982년 12월까지 지속 한다. 도주는 피나는 연습의 중요성과 정신자세를 강조하며 비전 기술과 원리 그리고 활용 및 대처법들을 가르친다. 일본에서의 무술 수련 및 실전 이야기, 타무술과의 비교 및 수련 방법들에 대하여 전하며 총사에게 기술과 무도 철학을 전수 한다.
정기관에서의 최용술 도주와 임현수 총사 수련
- 1979년 8월

미국인 Michael J. Wollmershauser(1943~2002)가 정통 합기도수련을 위하여 정기관에 입문하여 도주와 총사로부터 합기도를 지도 받고 미국으로 돌아가 미국인 합기도협회(American Hapkido Association)를 창설하여 정통 합기도를 미국 및 유럽 지역에 알린다.
- 1979년 9월

대구·경북지역의 유일한 사설 검도장인 정기관은 대한검도회와 동아일보사가 공동 주최하여 서울 문화체육관에서 9월26~27일 열린 제1회 대통령기 전국 검도선수권대회에 출전하여 단체전 8강에 진출 한다.
- 1981년 3월 10일

정기관 검도부가 경북검도회(회장 최광길) 주최로 열린 제3회 3.1절 기념 회장기 타기 검도대회에서 일반부 단체전 3위를 기록한다.
- 1981년 10월

도장이 있던 건물의 임대차 문제로 인하여 정기관 총본관을 일시 폐관 한다.
- 1982년 2월

총사는 죽도를 통한 검도 수련으로는 검의 본질을 이해하는데 한계가 있다는 것을 실감하여 고민하던 중 일본의 검도 전문 월간지 '검도일본 (劍道日本)'에 소개된 무쌍직전영신류거합술 (無雙直傳英信流居合術)의 세키구치 다카아키(關口高明) 선생에게 편지를 보내어 교류를 시작 한다.
- 1982년 7월

정기관 총본관을 대구광역시 중구 삼덕동 39-14 백광빌딩 4층으로 이전하여 재개관 한다.
- 1982년 9월

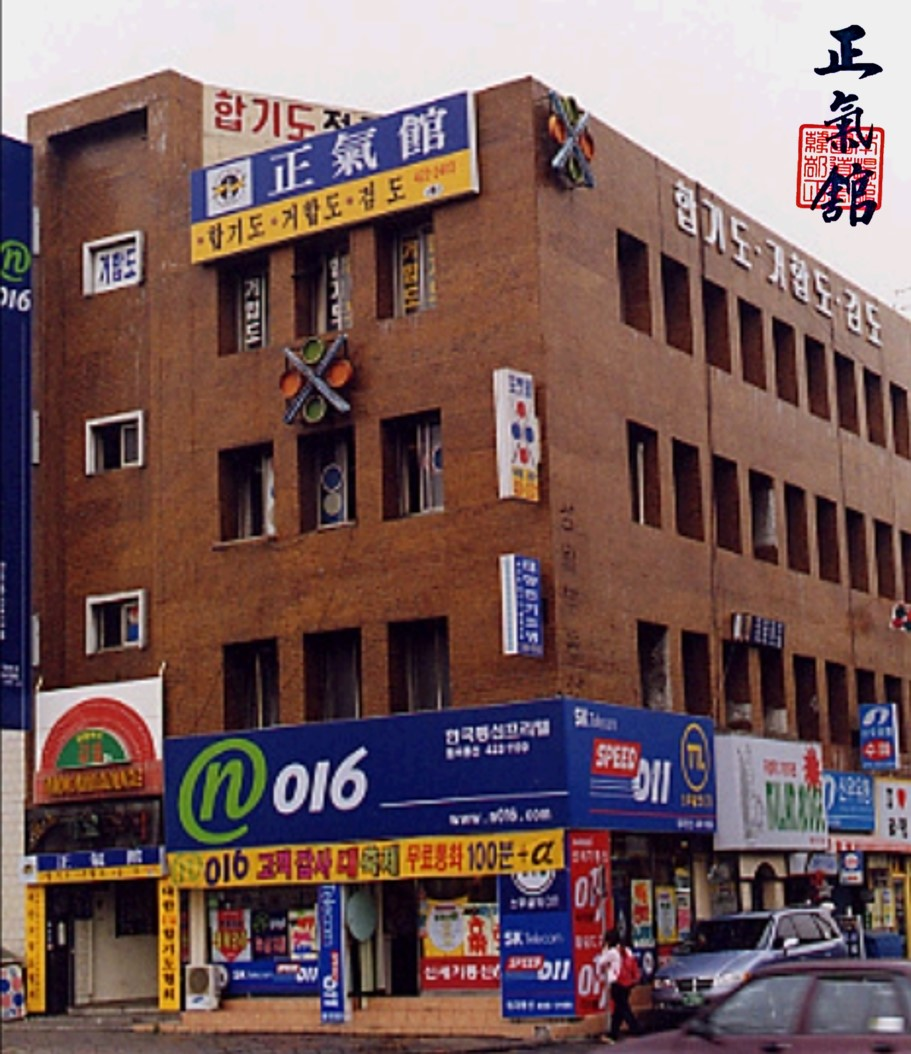
정기관의 두번째 도장

한국거합도회를 회장 이용팔(전 대구시검도회장), 본부관장 임현수, 본부사범 윤병일로 구성하여 창설 한다.
- 1983년 12월 1일

도주에 의하여 임현수 총사가 합기도 9단(제2호)으로 승단 한다. 도주가 생전 발행한 9단 1호는 장진일(2대 도주)이다.
- 1984년 5월 5일

세키구치 다카아키(關口高明)외 6명의 거합도 사범이 정기관 방문하여 기술 시연 한다.
- 1984년 8월 13일

關口高明 외 3명이 정기관 2차 방문하여 정기관과 거합도 교류에 관한 사항들을 문서화 한다.
- 1985년 1월 15일

대한합기도 2대 도주 장진일 승계식
사진제공: cchapkido.com / John Leshaj

대한합기도 2대 도주 장진일의 승계식이 총사의 사회로 도주의 자택에서 진행된다. 대구MBC에서 촬영을 하고 총사와 인터뷰가 이루어진다. 도주 승계식 장면은 서울 MBC스포츠뉴스에서 ‘스포츠단신’으로 방영을 한다.

도주 승계식의 뉴스 동영상 및 사진들은 장진일 2대 도주의 홈페이지인 'Chinil Chang Hapkido Archive'에서 확인 할 수 있다.

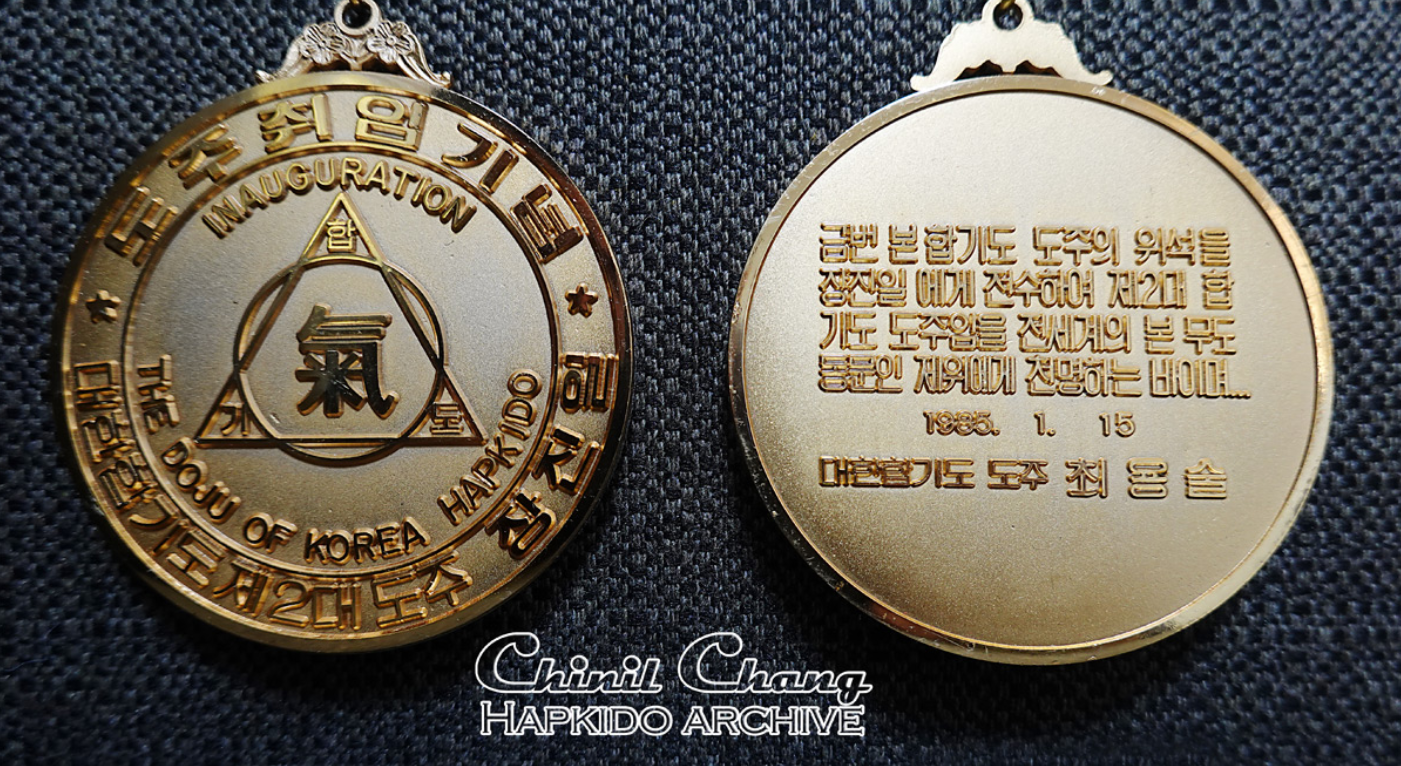
대한합기도 제2대 도주 장진일 도주 취임 기념 메달

- 대한합기도 2대 도주 장진일 승계식 참여자 명단

- 최용술
- 장진일
- 최복렬: 최용술 도주의 아들
- 임현수: 정기관 총사
- 조규덕: 정기관 합기도·거합도 사범
- 이순성: 정기관 합기도 수석사범
- 홍순흥: 정기관 거합도 이사
- 이용희: 정기관 합기도 사범
- 임창조: 정기관 거합도 이사
- 박병관: 합기도 관장
- 최복렬 지인 1명

- 1985년 1월 22일

사회단체 한국거합도협회(韓國居合道協會) 결성 

상임고문: 임현수 

1대 회장: 유청수 

총무: 윤  구 

이사: 홍순흥  조규덕  이순성  이영재  이재영  이죽부  신영철  김희옥  손성학  신재우 

2대 회장: 박정규 

총무: 이영구 

이사: 조규덕  양승학  한승호  신동원  권오훈  김만수  이영재  유재일  김영각
- 1985년 5월 5일

무쌍직전영신류거합도 한국본부 최고책임자로 임명을 받고 거합도의 대중화를 목적으로 검도와 거합도를 지도하면서 '거합검도'라는 용어를 한국 최초로 사용하였다. 1985년부터 1990년까지 거합검도라는 명칭으로 약 40명의 '거합검도' 유단자를 배출 함.
- 1985년 11월 3일

제1회 한일친선거합도연무대회

장소: 대구 동산호텔 7층 회의실 10시~14시

주최: 한국거합도본부 정기관

주관: 대한국제친선회/한국거합도회

후원: 무쌍직전영신류거합도고명숙
-정기관 주요 참석자 명단

유근수(문학박사, 대한국제친선회 회장)

남정보(검도 8단)

임현수(정기관 총사, 한국거합도협회 상임고문)

유청수(한국거합도협회 회장)

조규덕(정기관 사범)

이순성(정기관 사범)

손성학(정기관 사범) 외 연무자 30명
- 1986년 10월 27일

대한합기도 도주 덕암 최용술 사망
- 1986년 11월 2일

제2회 한일친선거합도연무대회

장소: 대구 동산호텔 7층 회의실 10시~14시

주최: 무쌍직전영신류거합도한국본부 정기관 / 일본고전무술거합도연맹 고명숙

총사는 한일 친선 거합도 대회에 처음 참석한 東京盧州會 柳田邦治(야나기도 쿠니하루) 회장의 연무를 보면서 자신이 하는 무쌍직전영신류와 큰 차이가 있다는걸 확인하고, 柳田邦治 회장과 대화를 하면서 全日本剣道連盟 居合道 範士 八段、剣道 教士 七段 의 岩田憲一 (이와타 겐이치, 全國盧州會 會長) 범사에 대해서 알게 된다.

1985년부터 岩田憲一 범사에게 사사를 받으며 특별지도를 받고 있었던 柳田邦治회장은 귀국 후 土佐英信流 에 관한 많은 자료를 제공해주며 총사가 거합에 대한 공부를 할 수 있도록 많은 도움을 준다.
- 1986년 12월

총사는 각고의 수련과 연구끝에 '청석거합도(靑石居合道)'를 창시를 한다.
- 1988년 3월 20일

제3회 한일친선거합도연무대회

장소: 대구 동산호텔 7층 회의실

주최: 무쌍직전영신류거합도한국본부 정기관 / 일본고전무술거합도연맹 고명숙
- 1989년 5월 30일

제4회 한일친선거합도연무대회

장소: 일본 도쿄 무도관 검도장 10시~16시

주최: 일본고전무술거합도연맹본부고명숙 / 대한민국거합도본부정기관

후원: 일본고무도협회 

협찬: 일한무도·문화예술각류각파

총사는 본 대회에 참석한 岩田憲一 범사의 연무를 볼 수 있었고, 柳田邦治 회장이 자리를 마련하여 범사와 많은 대화를 한다.
- 1990년 5월 1일

5월 1일부터 07일까지 日本 京都에서 岩田憲一 범사의 제자 5명과 井下經廣(養心館長, 無雙直伝英信流 18代 山內豊建의 직계제자) 선생과 같이 숙식하면서 의견 교환 및 지도를 받았고, 이 기간에 매년 5월에 열리는 전일본검도연무대회를 참관 하였다. 이후 岩田憲一 범사는 총사와 서신교환 및 土佐英信流 자료 제공으로 수련을 지원한다.
- 1990년 9월 15일

제5회 한일친선거합도연무대회

장소: 호텔크리스탈 10층 회의실

주최: 대한민국거합도본부정기관 / 일본고전무술거합도연맹본부고명숙
제5회 한일친선 거합도대회
- 岩田憲一
- 중앙: 岩田憲一  우측: 關口高明
- 岩田憲一과 임현수 총사

- 1992년 3월 20일

제6회 한일친선거합도연무대회

장소: 일본 도쿄 품천구립체육관 무도장

주최: 일본고전무술거합도연맹본부고명숙 / 대한민국거합도본부정기관
- 1994년 10월 23일

제7회 한일친선거합도연무대회

장소: 한국거합도본부 정기관 총본관도장 오전 10시 30분

주최: 거합도 한국본부 정기관 / 일본고전무술거합도연맹 고명숙
- 1996년 3월

American Hapkido Association의 회장 Michael J. Wollmershauser의 초청으로 총사는 3월 20일부터 20일간 미국 동부지역 강습회를 진행한다. 24일에는 총사를 대회장으로 하고 도주의 초장기 제자 서복섭을 특별 게스트로 초청하여 최용술 추모 제1회 세계합기도선수권대회를 개최 한다.
임현수 총사 미국 세미나 및 세계합기도대회
- 좌측: Michael J. Wollmershauser
 중앙: 서복섭
 우측: 임현수 총사
- 좌측: 임현수 총사
 중앙: 서복섭
 우측: Michael J. Wollmershauser

- 1996년 10월 20일

제8회 일한우호친선거합도연무대회

장소: 일본 도쿄 무도관 검도장

주최: 한국거합도본부 정기관 / 일본고전무술거합도연맹 고명숙
후원: 일본고전무도연맹
- 1998년 6월

6월 2일 ~ 7월 23일

American Hapkido Association의 회장 Michael J. Wollmershauser의 초청으로 총사는 미국의 6개 주 (Georgia, Illinois, New York, Iowa, New Jersy,
Massachusetts) 그리고 캐나다 Quebec에서 세미나를 진행한다.
- 1998년 9월 20일

제9회 한일친선거합도연무대회 

장소: 대구 가든호텔 특설연무장

주최: 거합도한국본부 정기관/일본고전거합도연맹 고명숙

후원: 대한정기합기도협회/대한거합도협회
- 1999년 10월 21일

총사는 10월 21일 정기관 상표를 출원하여 2000년 11월 13일 등록한다.
- 2000년 12월

일본의 월간 무술잡지 '秘伝' 12월호에 최용술과 합기도에 대한 내용이 다루어지며 ‘초기인맥계통도’ 에 총사와 정기관 그리고 현재의 합기도 단체에 ‘대한정기합기도협회’ 가 소개된다.
- 2001년 11월 18일

제10회 일한우호친선고무도연무대회

장소: 일본 도쿄 미나토구립 아카사카 중학교 체육관 특설연무장

주최: 일본고전무술거합도연맹

협찬: 일본고무도협회
- 2003년 11월

'고수를 찾아서’ (한병철 著)에 ‘합기도와 검도계의 살아있는 역사’ 라는 제하로 총사가 소개 된다.
- 2005년

해외의 지부가 늘어나면서 위상에 걸맞는 직함을 사용해야 한다는 제자들의 요청에 의하여 2005년부터 ‘총사(總師)’ 직함을 사용 한다.
- 2005년 3월

미국에서 발간되는 'Taekwondotimes' 에 임현수 총사와 정기관 그리고 스승인 최용술 도주에 관한 기사가 게재 된다.
- 2005년 6월

총본관/세계본부 도장을 대구광역시 중구 이천로 184-6 4층(대봉2동 727-25)으로 이전 한다.
- 2006년 9월

미국의 세계적인 무술전문지 'Black Belt' 에 ‘The 10 Original Kicks Of Hapkido’ 라는 제하로 임현수 총사의 정기관, 도주와 합기도의 역사 그리고 정통 합기도 발차기 기술을 소개 한다.
- 2008년 11월

‘한국의 무림고수를 찾아서’ (박수균著)에 한국 최고 고수 16인 중 거합도의 고수로 소개가 된다.
- 2011년 7월 19일

상표등록이 2010년 11월 13일 존속기간 만료되어, 현재 사용하고 있는 상표로 디자인을 수정하여 7월 19일 재출원하여 2012년 7월 24일 등록한다.
- 2015년 3월 21일

日本 東京蘆州會의 柳田邦治 회장이 제자 小林勝則, 児玉博道와 통역을 동반하고 내한하여 정기관에서 강습회를 진행한다. 柳田邦治 회장은 귀국이후 자신과 총사가 岩田憲一 선생의 제자로써 동문임을 확인하는 계보를 정기관으로 보낸다.
- 柳田邦治 & 임현수 총사

 뒷줄: 小林勝則, 児玉博道, 이원길, 김성인, 강원기,옥중식, 이재열, 이인호
 앞줄: 柳田邦治, 임현수 총사 
- 2016년 5월 9일

日本 東京蘆州會의 柳田邦治 회장이 日本抜刀道連盟 관계자 山口博(대일본무덕회 영신관지부 사무국장), 桶田正信(國府流 範士 九段)과 함께 내한하여 사범들을 대상으로 강습회를 진행한다.
- 柳田邦治 & 임현수 총사
- 뒷줄: 김성인, 한창영, 강원기, 이인호, 이원길, 옥중식
 앞줄: 山口博, 桶田正信, 柳田邦治, 총사, 이영구

- 2018년 7월

총사는 2018년 7월 26일 ~ 8월 8일까지 미국의 5개주 (Connecticut, Maine, Massachusetts, New Hampshire, New Jersey)에서 순회 강습회를 진행한다.

이 기간 중 7월 27일, 미국에서 생활하다 지난 2월 고인이 된 2대 도주 장진일의 누나를 만나서 그가 남긴 유품들을 보고 함께 묘소를 찾는다.
이 때 총사의 미국인 제자 Brian Labodycz 와 Michael D’A loia 가 동행한다.
- 2020년 1월 6일

개관 50년을 앞두고 있는 정기관 세계본부는 총사의 지휘하에 인터넷 온라인 공간을 통하여 총사와 정기관을 바로 알리고 더불어 세계의 무술인 및 합기도인들과 본격적으로 소통할 공식 창구를 만드는 작업에 착수한다. 그 작업 중 하나로 한국어 위키백과 Wikipedia에 정기관 페이지를 개설하여 운영을 시작 한다.
- 2020년 3월

3월 2일 NAVER에 세계본부의 공식계정 jungkikwan-hq를 생성하고 3월 15일 공식 블로그를 오픈한다. 

정기관 세계본부 official blog
- 2020년 4월 1일

facebook에 세계본부의 첫 공식 계정을 오픈 한다. 

정기관 세계본부 official facebook